# Syrrhopodon ligulatus
Syrrhopodon ligulatus är en bladmossart som beskrevs av Montagne 1856. Syrrhopodon ligulatus ingår i släktet Syrrhopodon och familjen Calymperaceae. Inga underarter finns listade i Catalogue of Life.